# Lito Cruz
Óscar Alberto Cruz (Berisso, 14 de mayo de 1941-Buenos Aires, 19 de diciembre de 2017), conocido como Lito Cruz, fue un primer actor de cine, teatro y televisión y director de escena argentino. Fue ganador del premio Martín Fierro.

## Biografía
Su actividad teatral comienza a los 15 años en grupos independientes de su ciudad natal. Al finalizar la escuela secundaria, en La Plata, continúa su trabajo en grupos de autogestión.
En 1961 se traslada a Buenos Aires, donde comparte sus estudios de teatro, con la Facultad de Arquitectura y Urbanisno y es allí donde comienza sus primeros trabajos profesionales como actor, de 1961 a 1964, debutando como actor a los 18 años en el teatro Tafs de la ciudad de Rojas, provincia de Buenos Aires.
En 1965, después de una fructífera estadía en Lima, viaja a Chile para perfeccionar sus estudios de Teatro en el ITUCH (Instituto de Teatro Universitario de Chile), la escuela más importante de Latinoamérica en ese momento.
En 1968 retorna a Buenos Aires y comienza sus trabajos más importantes como actor en Teatro. En 1969 funda con Augusto Fernandes el Grupo ETEBA (Equipo de Teatro Experimental de Bs. As.), culminando esta experiencia con una puesta del grupo con la obra La Leyenda de Pedro, basada en la pieza Peer Gynt de Ibsen, encarnando el personaje protagónico.
Este espectáculo causó gran conmoción en Europa, participando en los Festivales de Nancy, Berlín y Florencia.
En 1972, el mismo grupo participa en las Olimpíadas de Múnich, con la obra El Sapo y La Serpiente, basada en un cuento griego y dirigida por Augusto Fernandes.
Inicia su actividad en la enseñanza, como profesor de Actuación en el Conservatorio Nacional de Arte Dramático. En este mismo año comienza su carrera como Director de Teatro, con la obra El pupilo quiere ser autor, escrito por Peter Handke. A partir de este momento y hasta el año 1975 su actividad se reparte entre la enseñanza, la actuación y la dirección, además de sus estudios de perfeccionamiento de actuación realizados en el exterior, principalmente en el Actors Studio de Lee Strasberg, habiendo sido becado por el gobierno de los Estados Unidos. Contratado por la Fundación Goulbenkian de Portugal, realiza en 1975 un Seminario de Actuación, en el Teatro Universitario de Porto, culminando con un espectáculo del grupo de trabajo. En 1993 y hasta 1993 continúa su trayectoria, asumiendo la Dirección del Teatro de La Ribera, realizando un trabajo comunitario integrando el teatro en los barrios.
En 1995 asume como director de la Dirección Nacional de Teatro, dependencia de la Secretaría de Cultura de la Presidencia de la Nación.
En 2009 escribió y produjo Sueños de milongueros, un musical escrito en honor a los autores Jorge Luis Borges y Alejandro Dolina, y al satírico Roberto Fontanarrosa.
Desde hace unos años fue galardonado con varios premios a nivel regional.
Falleció en su departamento del barrio porteño de Barrio Norte, el 19 de diciembre de 2017.

## Filmografía

### Cine
- 1968: Los taitas
- 1969: Don Segundo Sombra
- 1969: Invasión
- 1969: La frontera olvidada
- 1971: La visita (cortometraje).
- 1979: Contragolpe
- 1979: La isla
- 1979: Mis días con Verónica
- 1981: De la misteriosa Buenos Aires
- 1984: Darse cuenta
- 1986: Expreso a la emboscada
- 1987: Sofía
- 1988: Sur
- 1988: Gracias por los servicios
- 1989: La amiga
- 1991: Un mar verde y frío (Cortometraje)
- 1993: El camino de los sueños
- 1994: Facundo, la sombra del tigre
- 1995: La balada de Donna Helena (mediometraje).
- 1995: Con el alma
- 1996: Sotto voce
- 1997: El sueño de los héroes
- 1998: Sobre la tierra
- 1998: El juguete rabioso
- 1999: Nostalgia en la mesa 8 (cortometraje).
- 1999: Sólo gente
- 2001: Nada por perder
- 2001: Vidas privadas
- 2002: El malentendido (cortometraje).
- 2003: El regreso
- 2003: La mitad negada
- 2003: India Pravile
- 2003: La loma... no todo es lo que aparenta
- 2004: Infierno grande (cortometraje).
- 2004: Historias breves IV
- 2006: Chile 672
- 2007: ¿De quién es el portaligas?
- 2007: Detrás del sol, más cielo
- 2010:  Más adelante (cortometraje)
- 2011: Encontrarás dragones
- 2012: La revolución es un sueño eterno
- 2014: Betibú
- 2014: Amapola
- 2014: Gato negro
- 2016: Los inocentes

### Televisión
- 1976:  División homicidios (personaje Tolosa)
- 1988: Hombres de ley (ATC)
- 1991: Alta comedia (Canal 9).
- 1992: Zona de riesgo (Canal 13).
- 1992: Amores (Telefe).
- 1997: El Garante (Canal 9).
- 1998: La condena de Gabriel Doyle (Canal 9).
- 2000: Tiempo final (Telefe).
- 2003: Malandras (Canal 9).
- 2004: Epitafios (HBO).
- 2005: Botines (Canal 13).
- 2005: Mujeres asesinas (Canal 13).
- 2006: El aval (TVN).
- 2007: Reparaciones (Canal 13).
- 2009: Rosa,Violeta y Celeste (Canal 9).
- 2009: Dromo (América TV).
- 2010: Para vestir santos (Canal 13).
- 2011: El elegido (Telefe).
- 2011: Vindica (América TV).
- 2011: Televisión x la inclusión (Canal 9).
- 2012-2013: Sos mi hombre (Canal 13).
- 2013: Historias de corazón, capítulo 22: "Perradas" (Telefe).
- 2013: Televisión por la justicia (Canal 9).
- 2014: Señores Papis, (Telefe).
- 2016: La Leona, (Telefe).
- 2017: Siete vuelos, (TV Pública).
- 2017: Animadores, (TV Pública).

## Teatro
Como actor
- Ha llegado un inspector
- Madera de reyes
- El pupilo quiere ser tutor
- El tiempo y los Conway
- Juan Moreira
- Hughie
- Guayaquil... El encuentro
- Sueños de milongueros
- Todos eran mis hijos
- 33 variaciones

Como director
- El barrio del Ángel Gris
- Cuba y su pequeño Teddy
- El pupilo quiere ser tutor
- Discursos
- Tercero incluido
- Chau, Misterix
- Guayaquil... El encuentro
- Pedir demasiado
- Así de perras
- Queridas mías
- Alegato de un mamarracho inconcluso
- Siempre nada
- Cuando me afeito
- Parpentina
- La gota que horada la piedra
- No solo arte
- En el país de Perbrumón, muchos cuentos en un cuento
- Situación límite
- Extraño juguete
- Emperador Gynt
- Homenaje al teatro argentino (con actores del estudio de teatro).
- Homenaje al teatro latinoamericano (con actores del estudio de teatro).

## Premios
| Año  | Premios               | Categoría                                          | Programa                    | Resultado |
| ---- | --------------------- | -------------------------------------------------- | --------------------------- | --------- |
| 1998 | Premios Martín Fierro | Mejor Actor Protagonista de Drama                  | La condena de Gabriel Doyle | Nominado  |
| 2009 | Premios Martín Fierro | Mejor Actor Protagonista de Unitario y/o Miniserie | Dromo                       | Nominado  |
| 2011 | Premios Martín Fierro | Mejor Actor de Reparto                             | El elegido                  | Ganador   |
| 2013 | Premios Martín Fierro | Mejor Actor de Reparto                             | Sos mi hombre               | Nominado  |